# Miloš Sádlo
Miloš Sádlo (* 13. April 1912 in Prag; † 14. Oktober 2003 ebenda) war ein tschechischer Violoncellist und Musikpädagoge.

## Leben und Werk
Miloš Sádlo wurde im April 1912 als Miloš Zátvrzský geboren. Er erlernte zunächst das Violinspiel und dann autodidaktisch das Violoncello. 1928 wurde er Celloschüler von Karel Pravoslav Sádlo. 1929 nahm er den Namen seines Lehrers und Mentors an der Musikfakultät der Tschechischen Musikakademie an.
Miloš Sádlo konzertierte ab 1929 als Solist und unternahm dabei ausgedehnte Konzertreisen durch Europa. Von 1931 bis 1933 war er Mitglied des Prager Streichquartetts. Er bildete mit dem Violinisten Alexander Plocek und dem Pianisten Josef Páleniček ein Kammertrio. Ab 1949 gehörte er dem Tschechischen Philharmonischen Orchester als Solocellist an.
Miloš Sádlo wirkte ab 1950 an der Prager Musikakademie als Cellolehrer. 1953 ernannte man ihn dort zum Professor. Von 1957 bis 1960 war er Mitglied des Suk-Trios.